# Эрейские горы
Эрейские горы (итал. Monti Erei) — горный хребет на юге центральной части острова Сицилия, Италия. Находится в центральной и северной части провинции Энна. Высочайшей вершиной является Монте-Альтезина (1192 м).

## Описание
Эрейские горы известнякового происхождения, поэтому здесь нет больших высот. Этот район был когда-то одним из важных центров по добыче серы, о чём сегодня свидетельствуют многочисленные шахтёрские посёлки разбросанные по всей территории, самый большой из которых находится в геологическом парке Флористелла-Гроттакальда.
В Эрейских горах много озёр, среди которых самыми важными являются Пергуза, где был создан первый заповедник на Сицилии (стоянка редких видов птиц), и Лаго-Поццилло, с крупнейшим искусственным островом, на котором также находится заповедник.
В Эрейских горах живут 200 000 человек. Здесь, на высоте 900 метров над уровнем моря, находится крупный город — Энна, столица одноимённой провинции. Горы пересекают шоссе A19 Палермо—Катания и железнодорожные пути также из Катании в Палермо, и наоборот. Большинство других местных дорог полны крутых поворотов.
Природное наследие Эрейских гор является одним из самых хорошо сохранившихся и богатейших на Сицилии. Здесь находятся старинные города Энна, Пьяцца-Армерина и Никозия. Огромное значение имеют археологические раскопки античного города Морганита, руины и артефакты которого входят в список Всемирного наследия ЮНЕСКО.